# Windows Live Home
Windows Live Home fue un portal web lanzado por Microsoft fue parte de los servicios de Windows Live. Su objetivo era reunir muchos de los servicios de Windows Live en un mismo lugar. Proporcionaba una ubicación central para el acceso a servicios de Windows Live y supervisar información de estado.

## Características
Windows Live Home se integraba estrechamente con otros servicios de Windows Live, sirviendo como la entrada de muchos otros servicios. Estos servicios tenían las siguientes características:
- Capacidad para cambiar los temas que aparecerán en todas las propiedades de Windows Live.
- Ver el "What 's New" alimento para personas en la red de un usuario.
- Actividades recientes de vista para personas en la red de un usuario de Windows Live incluyendo Perfil de Windows Live, Windows Live Grupos, Windows Live SkyDrive, Windows Live Fotos, Windows Live Messenger, Windows Live Eventos y Windows Live Spaces.
- Ver actividades recientes de personas en la red de un usuario de una gama de actividades de la Web de terceros.
- Encabezados de correo electrónico de vista desde la bandeja de entrada del usuario Hotmail.
- Suscribirse a un conjunto de preseleccionados RSS fuente actualizaciones.
- Actualizar el mensaje de estado personalizado de un usuario.
- Recibir información meteorológica en la ubicación actual del usuario.
- Visualisar las fotografías con una animación deslizante de carpeta de "página principal de fotos" del usuario de Windows Live Fotos.
- Ver documentos de Office Live Workspace.
- Ver, aceptar o rechazar invitaciones de la red.
- Ver el siguiente calendario próximas de evento.
- Mensajes privados de vista enviados desde otros usuarios.

## Historia
Windows Live Home en primer lugar se reveló el 3 de agosto de 2007, en Microsoft Japan's annual Business Strategic Meeting 2008. Se esperaba que en el otoño de 2007, con un nuevo diseño de interfaz junto con las integraciones de servicio de Windows Live una nueva versión de Live.com (ahora Experiencia personalizada de Windows Live). Microsoft después confirmó que Windows Live Home no es un sustituto de Live.com.
Algunos de los principios anunciaron las características para Windows Live Home incluyen:
- Proporciona acceso a correos electrónicos y contactos a través de Windows Live Hotmail
- Mostrando los elementos de calendario próximas del Windows Live Calendario
- Permitiendo que blog y publicación de la foto directa a Windows Live Spaces
- Muestra el estado de Windows Live OneCare instalados en el PC

La versión final de Windows Live Home fue liberada el 15 de octubre de 2007. Una característica notable de la primera versión de Windows Live Home es la capacidad para establecer la ubicación del usuario y mostrar las condiciones meteorológicas actual para la ciudad o región seleccionado. El color de la página de inicio cambia también automáticamente según a la hora del día.
Windows Live Home se actualizó el 2 de diciembre del 2008, como parte de la actualización de Windows Live Wave 3 en general.